# Платов Олег
Олег Платов (8 квітня 1983, Дніпропетровськ) — український боксер-професіонал у важкій ваговій категорії.

## Професіональна кар'єра
У професіоналах деб'ютував у травні 2001 року в Бельгії, де нокаутував Жака Брета.
Своїх 20 перших боїв провів у Бельгії. Всі окрім одного виграв (16 нокаутом). Програв лише Людовіку Мейсу 25 грудня 2002 року. Через шість місяців помстився в реванші, нокаутувавши Мейса у третьому раунді.
4 грудня 2004 року після успішного бою з Ігорем Шукалою отримав пояс чемпіона світу юніорів за версією WBC.
4 листопада 2006 розділеним рішенням суддів виграв інтерконтинентальний пояс чемпіона за версією IBF в бою з Генрі Акінванде.